# 唐悟
唐悟（?—?），北周北海郡平寿县（今山东省潍坊市西南）人。唐永之孙，唐陵之子。
唐悟风度仪态俱佳，广泛涉猎经史，所作诗文可观。得周宣帝信任。北周大象年间，被宣帝任用，官至内史下大夫，封汉阳公。随国公杨坚总揽朝政时，将唐悟免官爵归家。不久，唐悟去世。唐悟叔父唐瑾，唐瑾之子唐令则。